# Kees Kwakman
Cornelis Job Wilhelmus (Kees) Kwakman (Purmerend, 10 juni 1983) is een Nederlands voormalig professioneel voetballer. Hij kwam uit van 2004 tot en met 2018 voor FC Volendam, FC Groningen, RBC Roosendaal, NAC Breda, FC Augsburg en Bidvest Wits. In de zomer van 2018 zette Kwakman een punt achter zijn carrière als voetballer en is hij vaste analyticus bij ESPN geworden.

## Voetbalcarrière
Kwakman debuteerde in het seizoen 2004/2005 in het betaalde voetbal, voor FC Volendam in de wedstrijd Volendam-SC Cambuur-Leeuwarden (4-0). De verdediger was twee seizoenen basisspeler bij 'het andere oranje'. In 2006 vertrok Kwakman samen met rechtsback Gerry Koning naar RBC Roosendaal. Bij RBC Roosendaal speelde hij in zijn eerste seizoen op twee na alle wedstrijden van de 38 en scoorde daarin zes keer. Ook in het tweede seizoen speelde Kwakman vele wedstrijden, met als gevolg dat er interesse kwam van clubs uit de Eredivisie. In juni 2008 tekende Kwakman een contract dat hem voor de duur van drie jaar aan NAC Breda verbond. In Breda begon hij voortvarend. Hij speelde uitstekende wedstrijden in het shirt van NAC. In augustus 2009 werden daarom twee seizoenen aan zijn lopende contract toegevoegd. Ondanks dit getekende contract vertrok Kwakman in augustus 2010. Kwakman verkaste naar FC Augsburg uit de Duitse 2. Bundesliga. Hij ging spelen onder Jos Luhukay, op dat moment trainer van FC Augsburg. Kwakman kwam tot twintig wedstrijden in zijn eerste seizoen. Hij promoveerde met FC Augsburg naar het hoogste niveau in Duitsland.

### FC Groningen
Na de promotie van FC Augsburg mocht Kwakman in de zomer van 2011 vertrekken. FC Groningen was op dat moment zoekende naar een nieuwe centrale verdediger en kwam terecht bij de clubloze Kwakman, die in juni 2011 een contract tekende voor twee jaar. Kwakman verving Andreas Granqvist die verkocht werd aan het Italiaanse Genoa CFC. In een interview gaf Kwakman aan liever niet vergeleken wilde worden met Granqvist, dit omdat hij - naar eigen zeggen - een totaal andere speler is en hijzelf meer een opbouwende speelstijl hanteert. Na zijn komst bij Groningen speelde hij veelal met pijnstillers, maar kwam tot januari 2012 toch nauwelijks in actie, vanwege pijn die eerst aan een schaambeenontsteking werd toegeschreven, maar maanden later het gevolg van een buikspier-blessure bleek te zijn. Eind mei 2013 besloten club en speler om het aflopende contract niet te verlengen. Later tekende Kwakman wederom bij NAC Breda, waarvoor hij in het seizoen 2013/14 uitkwam.

### FC Volendam
Kwakman tekende in mei 2015 een contract waarmee hij zich vanaf juli van datzelfde jaar weer aan FC Volendam verbond, ditmaal voor drie seizoenen. Hij maakte zijn debuut op 7 augustus 2015 in de competitiewedstrijd tegen NAC Breda (1-4 winst), waarin hij de 0-2 op het scorebord zette. Op 27 februari 2018 maakte hij bekend per direct te stoppen met professioneel voetbal vanwege blessures. De 5-2 nederlaag in de uitwedstrijd tegen Telstar (voetbalclub) vier dagen eerder op 23 februari 2018 was de druppel die de emmer deed overlopen.

### ESPN
Na zijn voetbalcarrière werd Kwakman voetbalanalist bij de Nederlandse sportzender FOX Sports (tegenwoordig ESPN). Daar werkt hij sinds 2018 en is hij wekelijks te zien samen met andere analisten als Kenneth Pérez, Karim El Ahmadi, Marciano Vink en Hans Kraay jr. in programma's zoals De Eretribune en Voetbalpraat. Ook is Kwakman elk weekend aanwezig bij een of meerdere wedstrijden in de Eredivisie om daar langs de lijn de wedstrijden te analyseren.

## Privé
Kwakman is de zoon van oud-FC Volendam speler Wim Kwakman ''Ballap'' die tussen 1969 en 1984 in totaal 290 wedstrijden in het betaalde voetbal speelde voor FC Volendam, daarnaast speelde hij ook nog voor SV De Rijp. Na zijn voetballerscarrière is Kwakman sr. werkzaam geweest als (jeugd)trainer en scout bij FC Volendam en AFC Ajax, waar hij bekende voetballers van nu, zoals Davy Klaassen heeft opgeleid. 
Kees Kwakman is getrouwd, samen met zijn echtgenote heeft hij twee kinderen, een zoon Tibbe Kwakman en een dochter.
Op 1 januari 2001 was Kwakman slachtoffer van de brand in café 't Hemeltje. Hij hield hier lichte brandwonden aan over.

## Clubstatistieken (exclusief nacompetities)
| Seizoen         | Club            | Competitie            | Wed. | Goals |
| --------------- | --------------- | --------------------- | ---- | ----- |
| 2003/04         | FC Volendam     | Eredivisie            | 0    | 0     |
| 2004/05         | FC Volendam     | Eerste divisie        | 33   | 8     |
| 2005/06         | FC Volendam     | Eerste divisie        | 36   | 2     |
| 2006/07         | RBC Roosendaal  | Eerste divisie        | 36   | 6     |
| 2007/08         | RBC Roosendaal  | Eerste divisie        | 34   | 6     |
| 2008/09         | NAC Breda       | Eredivisie            | 31   | 3     |
| 2009/10         | NAC Breda       | Eredivisie            | 34   | 6     |
| 2010/11         | NAC Breda       | Eredivisie            | 4    | 0     |
| 2010/11         | FC Augsburg     | 2. Bundesliga         | 20   | 0     |
| 2011/12         | FC Groningen    | Eredivisie            | 14   | 0     |
| 2012/13         | FC Groningen    | Eredivisie            | 33   | 1     |
| 2013/14         | NAC Breda       | Eredivisie            | 28   | 3     |
| 2014/15         | Bidvest Wits    | Premier Soccer League | 18   | 2     |
| 2015/16         | FC Volendam     | Eerste divisie        | 14   | 4     |
| 2016/17         | FC Volendam     | Eerste divisie        | 35   | 7     |
| 2017/18         | FC Volendam     | Eerste divisie        | 12   | 1     |
| Carrière totaal | Carrière totaal | Carrière totaal       | 382  | 49    |